# 肖克利-奎伊瑟极限

光电转换效率的肖克利-奎伊瑟极限（不考虑太阳辐射）。曲线起波是由于大气层中的吸收带。在原始论文中，太阳光谱由一个平滑曲线近似（6000K黑体光谱），所以效率光谱是平滑的，其值有微小差异。

在物理学中，肖克利-奎伊瑟极限（亦称细致平衡极限、精细平衡转换效率极限、SQ极限、或辐射效率极限）是使用单PN结的太阳能电池从电池中收集能量的理论最大效率，其中唯一能量损失的机制是太阳能电池中的辐射复合。它由威廉·肖克利和Hans-Joachim Queisser于1961年在肖克利半导体实验室首次计算得出，其結論為材料帶隙為1.1 eV时，電池達到最大效率30%。此极限是生产太阳能最基本的原理之一，亦并被认为是该领域最重要的理論基礎之一。
最初的计算使用6000K黑体光谱模擬太阳光谱，随后的计算使用了實際测量的全球太阳光谱AM 1.5，并包括一个背面反射镜，它将带隙为1.34 eV的单结太阳能电池的最大太阳转换效率提高到33.16%，也就是说，所有落在理想太阳能电池上的阳光（约1000 W/m2）的能量中，只有33.7%能够转化为电能(337 W/m2)。最流行的太阳能电池材料硅的带隙为1.1 eV，其理論最高效率約為32%。现代商用单晶太阳能电池的转换效率约为24%，这种损耗很大程度是因為電池外部的影響，比如电池正面的反射和电池表面细线的光阻塞。
肖克利-奎伊瑟极限仅适用于单PN结的传统太阳能电池，多层太阳能电池可以（而且的確）超越这一极限，太阳能热机和某些其他太阳能系统也可以。更极端地，具有无限层数的多结太阳能电池，正常日照时的极限为68.7%，聚光日照时的极限为86.8%（参见光电转换效率）。

## 背景

肖克利-奎伊瑟极限，效率峰值附近区域的放大。

在诸如硅的传统固态半导体中，太阳能电池由两个掺杂晶体制成，一个是n型半导体，它有额外的自由电子，另一个是p型半导体，它没有自由电子，称为“空穴”。当它们刚开始彼此接触时，n型半导体部分中的一些电子会将流入p型半导体部分以“填补”缺失的电子，最终会有足够的电子流过边界，使两种材料的费米能级相等，形成界面上的一个区域PN结，界面两侧的载流子被耗尽。在硅中，这种电子的转移产生大约0.6 V到0.7 V的電势。
当材料置于太阳光下时，来自太阳光的光子可以被吸收到半导体的p型侧，使得价带中电子的能量被提升到导带，这个过程被称为光激发。顾名思义，导带中的电子可以在半导体中自由移动。当一个负载整体地加在电池上时，这些电子将从p型一侧流向n型一侧，在通过外部电路时消耗能量，然后回到p型材料，与它们留下的价带空穴重新结合。这样便可利用太阳光产生电流。

## 延伸阅读
- 纳尔逊.  第1版. 上海市番禺路951号: 上海交通大学出版社韩建民. 2011年9月: 236–239. ISBN 978-7-313-06999-3.